# Marco Dutra
 (janvier 2023).
 (janvier 2023).
Si vous disposez d'ouvrages ou d'articles de référence ou si vous connaissez des sites web de qualité traitant du thème abordé ici, merci de compléter l'article en donnant les références utiles à sa vérifiabilité et en les liant à la section « Notes et références ».
Marco Dutra, né le 17 mars 1980 à São Paulo, est un réalisateur et scénariste brésilien.

## Filmographie

### Longs métrages
- 2011 : Travailler fatigue (Trabalhar Cansa) co-réalisé avec Juliana Rojas
- 2014 : Quando Eu Era Vivo
- 2016 : O Silêncio do Céu
- 2017 : Les Bonnes Manières (As Boas Maneiras) co-réalisé avec Juliana Rojas
- 2020 : Tous les morts (Todos os Mortos) co-réalisé avec Caetano Gotardo
- 2023 : Manodrome de John Trengove (comme acteur) : le pianiste (non crédité)

### Courts métrages
- 1999 : Três Planos, Nove Planos, co-réalisé avec Juliana Rojas et Carla Adili
- 1999 : Dancing Queen, co-réalisé avec Juliana Rojas
- 2003 : Notívago, co-réalisé avec Juliana Rojas et Daniel Turini
- 2003 : Espera
- 2004 : Catarina Não se Cansa de Brincar
- 2004 : Le Drap Blanc (O Lençol Branco), co-réalisé avec Juliana Rojas
- 2004 : Concerto Número Três
- 2006 : Perto do Bosque, Numa Noite de Neve
- 2007 : Un rameau (Um ramo), co-réalisé avec Juliana Rojas
- 2009 : As Sombras, co-réalisé avec Juliana Rojas
- 2010 : Rede de Dormir

### Acteur
- 2023 : Manodrome de John Trengove : le pianiste (non crédité)